# Sesquioxide
Een sesquioxide is een oxide dat 3 zuurstofatomen bevat en 2 andere atomen (of radicalen), meestal metalen in oxidatietoestand +III. Aluminiumoxide (Al2O3) is een voorbeeld van zo'n sesquioxide. De verhouding van het element ten opzichte van zuurstof bedraagt 1 : 1,5 (sesqui is Latijn voor anderhalf).
Speciale gevallen van sesquioxides vormen de alkalimetalen, die meestal beschouwd worden als een combinatie van een peroxide (O22−) en een superoxide (O2−). Zo kan rubidiumsesquioxide (Rb4O6) geschreven worden als [(Rb+)4(O22−)(O2−)2].